# Jorge Luque
Jorge Alfonso Luque Ballén (* 4. Mai 1936 in Bogotá; † 11. Juni 2024, Vereinigte Staaten) war ein kolumbianischer Radrennfahrer und nationaler Meister im Radsport.

## Sportliche Laufbahn
Luque war Teilnehmer der Olympischen Sommerspiele 1956 in Melbourne. Im olympischen Straßenrennen kam er nicht ins Ziel. In der Mannschaftswertung des Straßenrennens belegte das Team aus Kolumbien mit Ramón Hoyos, Pablo Hurtado, Jaime Villegas und Jorge Luque den 8. Rang. 
1955 siegte er in der nationalen Meisterschaft im Straßenrennen. 1960 gewann er die Vuelta a Guatemala. 1956, 1957 und 1964 gewann er Etappen in der Vuelta a Colombia. 1956 beendete er das Etappenrennen als Zweiter hinter Ramón Hoyos, 1957 wurde er Dritter. Später war er als Nationaltrainer der kolumbianischen Straßenfahrer tätig.